# 阿维耶戈
阿维耶戈，是西班牙阿拉贡自治区韦斯卡省的一个市镇。总面积38平方公里，总人口237人（2018年），人口密度8人/平方公里。